# Silicon Valley Bank
O Silicon Valley Bank (SVB) foi um banco comercial com sede em Santa Clara, Califórnia. O SVB estava na lista dos maiores bancos dos Estados Unidos e era o maior banco do Vale do Silício com base em depósitos locais, com 25,9% de participação de mercado em 30 de junho de 2016. Era membro do índice S&P 500. Em 10 de março de 2023, após uma corrida bancária em seus depósitos, ele sofreu uma falência bancária e foi levado à liquidação pela Federal Deposit Insurance Corporation na segunda maior falência bancária da história financeira americana.
A empresa se concentrou em empréstimos para empresas de tecnologia, fornecendo vários serviços para capital de risco, financiamento baseado em receita e empresas de private equity que investem em tecnologia e biotecnologia, e também em serviços bancários privados para pessoas físicas de alto patrimônio líquido, em seu mercado doméstico no Vale do Silício.
O banco operava em 29 escritórios nos Estados Unidos e em escritórios na Índia, Reino Unido, Israel, Canadá, China, Alemanha, Hong Kong, Irlanda, Dinamarca e Suécia.

## História

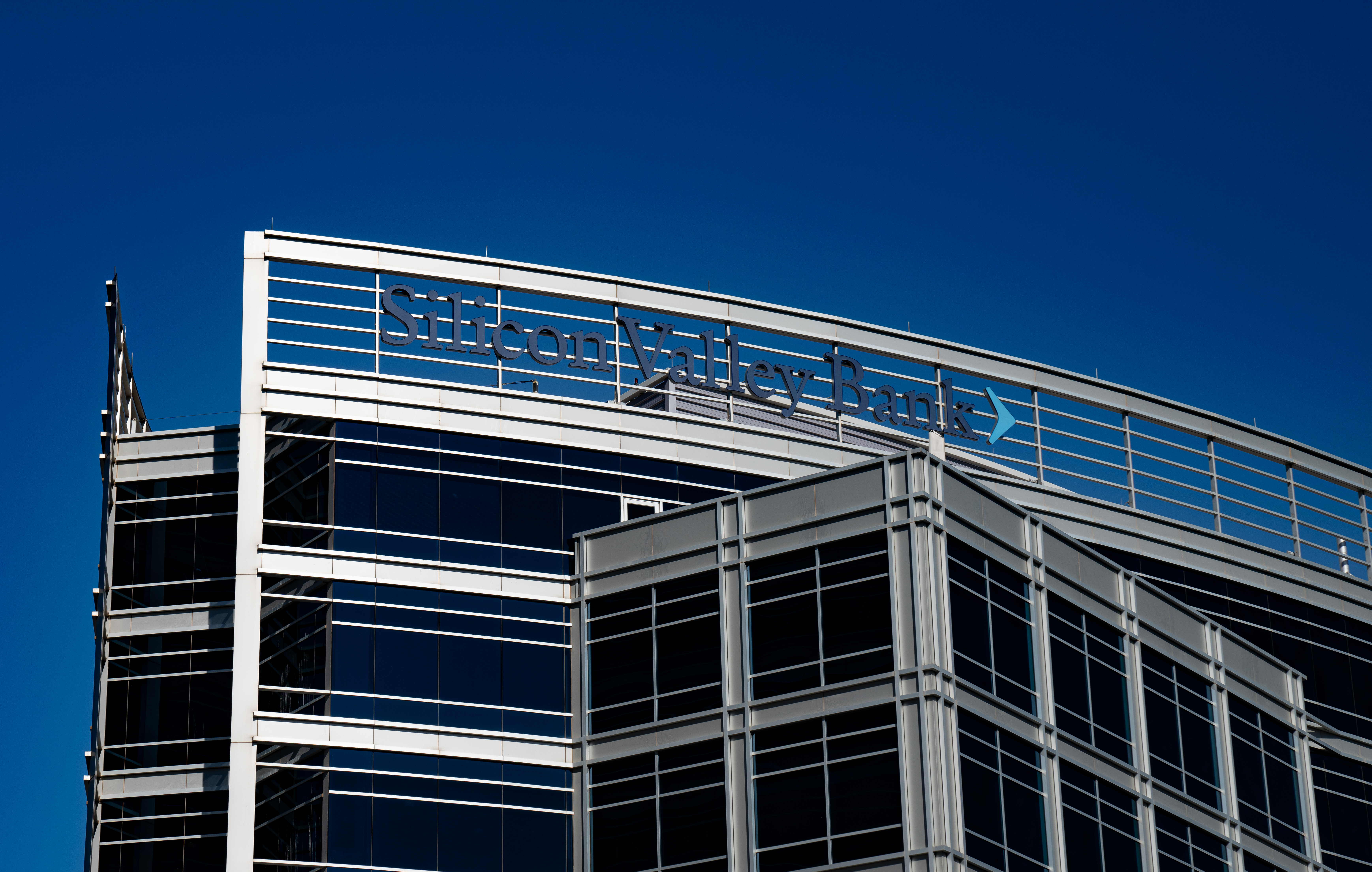
Banco do Vale do Silício em Tempe, Arizona

### Anos iniciais (1983–1994)
O Silicon Valley Bank (SVB) foi fundado em 1983 por Bill Biggerstaff e Robert Medearis durante um jogo de pôquer. Seu primeiro escritório foi inaugurado em 1983 na North First Street em San Jose. O escritório de Palo Alto foi inaugurado em 1985. A principal estratégia do banco era coletar depósitos de empresas financiadas por capital de risco. Em seguida, expandiu-se para os próprios capitalistas de risco bancários e financeiros e adicionou serviços para permitir que o banco mantivesse os clientes à medida que amadureciam desde a fase inicial. Em 1988, o banco concluiu seu IPO, levantando US$ 6 milhôes. No mesmo ano, abriram outro escritório em San Jose. Em 1991, o banco internacionalizou-se com o lançamento das empresas Pacific Rim e Trade Finance.
Em meados da década de 1990, o banco forneceu capital de risco inicial para Cisco Systems e Bay Networks. Em 1992, o banco foi atingido pela explosão imobiliária (50% dos ativos do banco) e registrou um prejuízo de perda anual de US$ 2,2 milhões. Em 1993, o CEO fundador do banco, Roger V. Smith, foi substituído por John C. Dean; Smith tornou-se vice-presidente do banco. Smith saiu em 1994 para lançar o Smith Venture Group.

### Expansão (1995–2022)
Em 1995, o banco mudou sua sede de San Jose para Santa Clara. Em 1997, o SVB abriu uma filial em Atlanta. Em 1999, a empresa foi reincorporada em Delaware. De março de 1999 a março de 2000, o valor das ações do SVB disparou de US$ 20 para US$ 70.
Em 2000, o SVB abriu uma filial na Flórida. Em 2001, a SVB Securities adquiriu a empresa de banco de investimentos de Palo Alto, Alliant Partners, por US$ 100 milhões. Após o estouro da bolha pontocom, as ações do banco caíram 50%.
Em 2004, o banco abriu subsidiárias internacionais em Bangalore, Índia e Londres. Em 2005 abriu escritórios em Pequim e Israel. Em 2006, o banco iniciou suas operações no Reino Unido e abriu sua primeira agência lá em 2012. Em 2006, o banco também encerrou suas atividades de banco de investimento, lançadas após o crash das pontocom em 2001.
Em dezembro de 2008, o SVB Financial recebeu US$ 235 milhões de investimentos do Tesouro dos EUA por meio do Troubled Asset Relief Program. O Tesouro dos EUA recebeu US$ 10 milhões em dividendos do Silicon Valley Bank e, em dezembro de 2009, o banco recomprou as ações em circulação e warrants detidos pelo governo, financiando-os por meio de uma venda de ações de US$ 300 milhões. Em 2011, o banco ajudou a financiar mais de 30.000 start-ups.
Em novembro de 2012, o banco anunciou uma joint venture 50-50 com o Shanghai Pudong Development Bank (SPDB) para fornecer capital a empreendedores iniciantes de tecnologia. Em julho de 2015, a joint venture foi aprovada pela China Bank Regulatory Commission (CBRC) para operar em renminbi (RMB). Esta licença permite que a joint venture forneça produtos e serviços bancários a seus clientes na moeda chinesa local. Segundo o próprio banco, em 2015 o SVB prestava serviços bancários e financeiros para 65% das startups.

### Colapso
Em 9 de março de 2023, as ações da SVB Financial despencaram mais de 62% depois que a empresa propôs uma venda de ações para reforçar seu balanço patrimonial, que havia sofrido uma perda de US$ 1,8 bilhões de perdas na venda de títulos do Tesouro, devido ao aumento das taxas de juros. Após a notícia, várias empresas de capital de risco, incluindo Founders Fund, Coatue Management e Union Square Ventures, aconselharam suas empresas de portfólio a sacar seu dinheiro do SVB, contribuindo para uma corrida aos bancos.
Mais tarde, em 10 de março, o banco foi fechado pelo Departamento de Proteção Financeira e Inovação da Califórnia, alegando liquidez inadequada e insolvência. O regulador estadual nomeou a Federal Deposit Insurance Corporation como receptora. O FDIC transferiu os depósitos segurados para uma nova instituição, o Deposit Insurance National Bank of Santa Clara. A falência do SVB foi a maior de qualquer banco desde a crise financeira de 2008 e a segunda maior da história dos Estados Unidos.